# Merlin

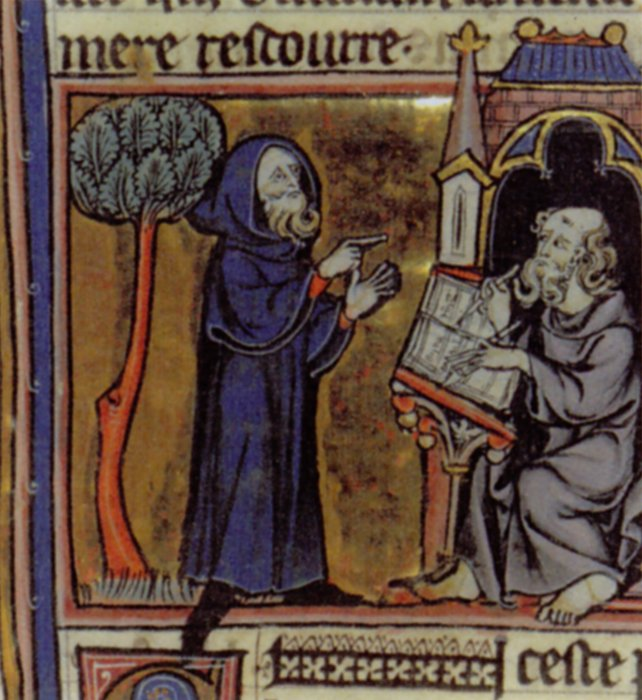
Ilustraţie franceză din secolul al XIII-lea care îl reprezintă pe Merlin dictând poeme

Merlin este un personaj legendar al povestirilor arturiene, create de vechii locuitori ai Marii Britanii. Sursele nu sunt convingătoare în privința originii lui Merlin. Unele susțin că tatăl lui Merlin ar fi fost un demon, iar mama o călugăriță de la abația Carmarthen din Țara Galilor, altele îl arată drept tată pe un soldat. Merlin este persoana care l-ar fi învățat pe prințul Arthur și l-ar fi ajutat spre a deveni rege. Finalul povestirilor indică un declin al puterii lui Merlin și o sporire a influenței științei, deci un tranzit de la obiceiurile vechi, legate de magie și ocultism, la știința modernă. Merlin este, în acest fel, simbolul unei lumi anacronice care se stinge, făcând loc unei lumi moderne și raționale.